# Nadezhda Zakharova
Nadezhda Dmitriyevna Zakharova (cirílico:Надежда Дмитриевна Захарова) (Golovino , 9 de fevereiro de 1945) é uma ex-basquetebolista russa que integrou a Seleção Soviética Feminina que conquistou a Medalha de Ouro disputadas no XXI Jogos Olímpicos de Verão realizados em 1976 na Cidade de Montreal, Canadá.